# Upplands runinskrifter Fv1959;256
Upplands runinskrifter Fv1959;256, U Fv1959;256, är ett vikingatida runstensfragment av granit i Fresta kyrka, Fresta socken och Upplands Väsby kommun. Fragmentet är inmurat i kyrkans östra vägg. På stenen finns endast lite ornamentik bevarad. Sannolikt utgör de bevarade linjerna delar av ett ormhuvud. Linjerna är skickligt huggna. Fragmentets mått är 33 gånger 30 centimeter.